# 비령자
비령자(丕寧子, ?~?)는 신라의 군인이다.

## 생애
647년에 백제군이 공격해오자 신라의 김유신은 그에게 이때야말로 그 용맹을 드러낼 때라고 해 그는 자신을 밑고 중대한 임무를 맡긴 것에 감격해 백제군의 진영에 돌진하여 전사하게 되었다.
이후 그의 아들과 아들의 종 또한 적진으로 돌진해 싸우다 전사한 모습을 본 신라군은 사기가 오르게 되었으며, 백제군 3,000여명은 죽게 되고 장수 의진(義眞)은 혼자 도망쳤다.
전투 종료 후 김유신은 이들 3명의 시신을 거두어 자신의 옷으로 덮어주며 통곡했으며 진덕여왕도 이 소식을 듣고는 눈물을 흘리고 예로써 반지산(反知山)에 장사를 지내주고 유족들에게는 후한 상을 주었다.